# جانی بوید
جانی بوید (انگلیسی: Johnny Boyd؛ زادهٔ ۱۹ اوت ۱۹۲۶ در فرزنو، کالیفرنیا، درگذشتهٔ ۲۷ اکتبر ۲۰۰۳ در فرزنو) رانندهٔ مسابقات اتومبیل‌رانی فرمول یک اهل ایالات متحده آمریکا بود که از فصل ۱۹۵۵ تا ۱۹۶۰ در مجموع در شش گراند پری شرکت کرد.
بوید در طول دوران فعالیت خود در فرمول یک، ۱ بار بر روی سکو رفت و ۴ امتیاز را به نام خود به‌ثبت رساند.
بوید در ۲۷ اکتبر ۲۰۰۳ بر اثر ابتلا به سرطان در فرزنو درگذشت.